# Élections générales espagnoles de 2011
Les élections générales espagnoles de 2011 (en espagnol : Elecciones generales de España de 2011, désignées sous le numéronyme 20-N) se tiennent le dimanche 20 novembre 2011 de manière anticipée, afin d'élire les 350 députés et 208 sénateurs de la Xe législature des Cortes Generales.
Le scrutin est organisé avec cinq mois d'avance sur le terme de la IXe législature. Il se tient dans le contexte d'une crise économique majeure et voit le président du gouvernement José Luis Rodríguez Zapatero, issu du Parti socialiste et au pouvoir depuis avril 2004, se retirer de la vie politique. Six mois auparavant, les élections municipales et des parlements autonomes ont donné une large victoire au Parti populaire, qui s'est imposé dans des bastions historiques de la gauche.
Les résultats montrent une déroute historique des socialistes conduits par l'ancien ministre de l'Intérieur Alfredo Pérez Rubalcaba, largement devancés par les conservateurs du chef de l'opposition Mariano Rajoy. Ils marquent également une forte progression des partis du centre droit et de droite, qui remportent ensemble la majorité des suffrages exprimés, une première depuis 2000.
Un mois plus tard, Mariano Rajoy est effectivement investi président du gouvernement et forme l'exécutif le plus réduit de l'histoire post-franquiste. En février 2012, Alfredo Pérez Rubalcaba prend la succession de José Luis Rodríguez Zapatero au secrétariat général du Parti socialiste après avoir défait l'ex-ministre de la Défense Carme Chacón lors du congrès socialiste.

## Contexte
Lors des élections générales du 9 mars 2008, le Parti socialiste ouvrier espagnol (PSOE) de José Luis Rodríguez Zapatero, au pouvoir depuis 2004, infligeait une nouvelle défaite au Parti populaire (PP) de Mariano Rajoy, sans toutefois atteindre la majorité absolue des sièges au Congrès des députés. Réinvesti président du gouvernement au second tour de scrutin en avril, Zapatero présente ensuite un gouvernement majoritairement féminin principalement préoccupé par les questions de société.
Toutefois, l'Espagne est rapidement victime des conséquences de la crise qui frappe alors l'économie mondiale. L'effondrement des secteurs bancaires et immobiliers, sur lesquels le pays avait bâti sa croissance, entraîne une forte récession et une montée en flèche du niveau de chômage jusqu'à 20 % de la population active, du jamais vu depuis quinze ans,. Après avoir pris des mesures destinées à relancer l'économie nationale, le chef du gouvernement procède à un remaniement au cours duquel il remplace son ministre de l'Économie, Pedro Solbes, par Elena Salgado. Cette année-là, le PSOE perd les régionales en Galice et les élections européennes.
À la suite de la crise de la dette publique grecque, en 2010, la majorité des pays de l'Union européenne adopte des plans d'austérité budgétaire. Alors que la crise s'étend à l'ensemble de la zone euro, le gouvernement de Zapatero annonce un plan de rigueur prévoyant la baisse du traitement des fonctionnaires, un réhaussement de l'âge légal de départ à la retraite. Il procède dans le même temps à plusieurs réorganisations de l'administration publique, afin d'en réduire les coûts, et fait voter la loi relative à l'économie durable (LES), censée changer le modèle de développement économique espagnol.
En 2011, Zapatero fait savoir qu'il ne sera pas candidat à sa succession aux prochaines élections générales, ce qui n'empêche pas le PP de remporter largement les élections régionales et locales du 22 mai avec plus de dix points d'avance au niveau national, les socialistes perdant leurs fiefs des Asturies, de Castille-La Manche et d'Estrémadure. Deux mois plus tard, il annonce la tenue de législatives anticipées, convoquées avec quatre mois d'avance sur le calendrier prévu.

## Mode de scrutin
L'Espagne dispose d'un parlement bicaméral, les Cortes Generales, composé d'une chambre basse, le Congrès des députés (Congreso de los Diputados), et d'une chambre haute, le Sénat (Senado). Les députés comme les sénateurs sont élus pour quatre ans. Le scrutin pour leur renouvellement se tient 54 jours après la publication du décret de convocation des électeurs au Bulletin officiel de l'État (BOE).

### Pour le Congrès des députés
Le Congrès des députés est composé de 350 sièges pourvus au scrutin proportionnel plurinominal à listes fermées dans 52 circonscriptions correspondant aux 50 provinces du pays ainsi qu'aux villes autonomes de Ceuta et de Melilla. Le nombre de députés qui leur est alloué est variable en fonction de leur population, avec néanmoins un minimum de deux sièges par province, à l'exception des villes autonomes qui n'ont chacune en tout qu'un seul siège et pour laquelle les élections se tiennent donc de facto au scrutin uninominal majoritaire à un tour.
Après décompte des voix, les sièges sont répartis selon la méthode d'Hondt dans chacune des circonscriptions. Ne peuvent prétendre à la répartition des sièges que les listes ayant franchi le seuil électoral de 3 % des suffrages exprimés. Dans la pratique, ce seuil se révèle plus élevé dans les circonscriptions ayant peu de sièges à pourvoir. Il est ainsi en réalité de 25 % dans les provinces ne comptant que trois sièges. Le vote blanc est reconnu et comptabilisé comme suffrage exprimé, ce qui élève légèrement le seuil réel par rapport à un système classique où ils ne sont pas reconnus.

### Pour le Sénat
Le Sénat est composé de 266 sénateurs dont 208 élus au scrutin direct, les 58 restants étant élus par les parlements des 17 communautés autonomes.
Les sénateurs élus par la population le sont au scrutin majoritaire plurinominal dans 59 circonscriptions plurinominales correspondant aux provinces du pays et à Ceuta et Melilla, à l'exception des deux communautés autonomes archipélagiques. Les principales îles des archipels des Baléares et des Canaries sont en effet dotées de leurs propres circonscriptions. Il y a ainsi quatre sénateurs pour chacune des 47 provinces de la péninsule, trois sénateurs pour les îles de Grande Canarie, Majorque et Tenerife, deux sénateurs respectivement pour Ceuta et Melilla, et un sénateur pour les îles de Minorque, Fuerteventura, La Gomera, Ibiza-Formentera, El Hierro, Lanzarote, et La Palma.
Les assemblées législatives des communautés autonomes désignent aussi des sénateurs, à raison d'un de droit par communauté, plus un siège supplémentaire par tranche d'un million d'habitants. Le nombre est de ce fait variable en fonction de l'évolution démographique. Il était de 58 en décembre 2015. Ces élections indirectes ont lieu pour chaque assemblée communautaire peu après leurs renouvellements, et ne coïncident donc pas nécessairement avec les élections au scrutin populaire.

## Partis et candidats
| Formation | Formation                                                                              | Formation | Idéologie                                                    | Chef de file                | Résultats en 2008                          |
| --------- | -------------------------------------------------------------------------------------- | --------- | ------------------------------------------------------------ | --------------------------- | ------------------------------------------ |
|           | Parti socialiste ouvrier espagnol (es) Partido Socialista Obrero Español               | PSOE      | Centre gauche Social-démocratie, progressisme                | Alfredo Pérez Rubalcaba     | 43,87 % des voix 169 députés 95 sénateurs  |
|           | Parti populaire (es) Partido Popular                                                   | PP        | Droite Conservatisme, libéralisme, démocratie chrétienne     | Mariano Rajoy               | 39,94 % des voix 154 députés 101 sénateurs |
|           | La Gauche plurielle (es) Izquierda Unida-Los Verdes: La Izquierda Plural               | IU-LV     | Gauche Républicanisme, écosocialisme, néocommunisme          | Cayo Lara                   | 3,77 % des voix 2 députés 0 sénateurs      |
|           | Convergence et Union (ca) Convergència i Unió                                          | CiU       | Centre droit Catalanisme, libéralisme, démocratie chrétienne | Josep Antoni Duran i Lleida | 3,03 % des voix 10 députés 4 sénateurs     |
|           | Parti nationaliste basque (eu) Euzko Alderdi Jeltzalea (es) Partido Nacionalista Vasco | EAJ-PNV   | Centre Nationalisme basque, démocratie chrétienne            | Josu Erkoreka               | 1,19 % des voix 6 députés 2 sénateurs      |

## Campagne
La campagne a été ouverte à 00h00 le vendredi 4 novembre, et a pris fin à 24h00 le vendredi 18 novembre.

### Sondages

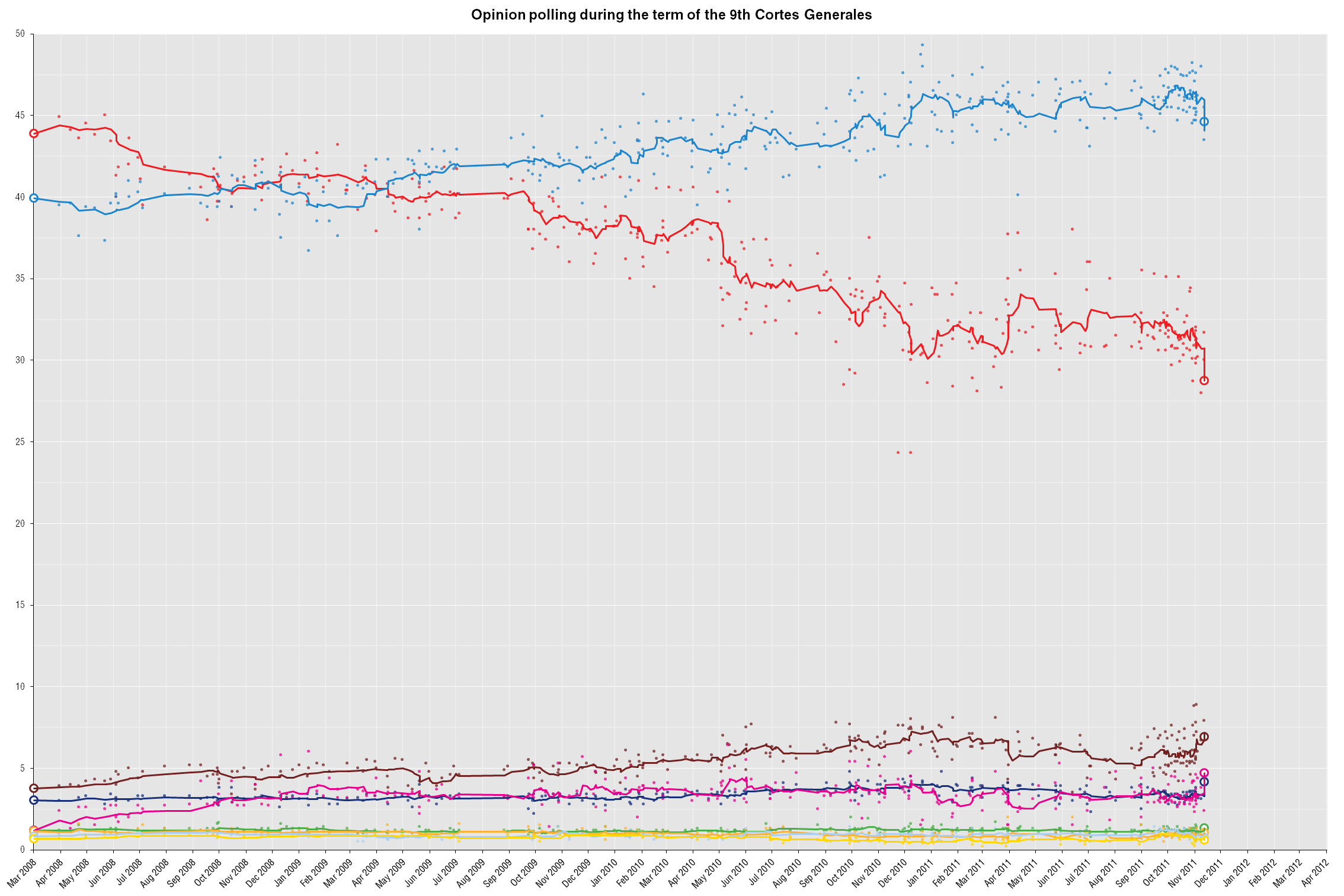
Intentions de vote

## Résultats

### Congrès des députés
|                                         |                                                                            |                                                         |            |       |       |               |               |  |  |  |
| Parti                                   | Parti                                                                      | Parti                                                   | Voix       | %     | +/-   | Sièges        | +/-           |  |  |  |
|                                         |                                                                            | Parti populaire (PP)                                    | 10 061 311 | 41,32 | 1,90  | 170           | 18            |  |  |  |
|                                         | PP-Parti aragonais (PAR)                                                   | 339 502                                                 | 1,39       | 0,13  | 8     | 8             |               |  |  |  |
|                                         | PP-Extremadura Unida (EU)                                                  | 339 237                                                 | 1,39       | 0,25  | 6     | 1             |               |  |  |  |
|                                         | PP-Union du peuple navarrais (UPN-PP)                                      | 126 516                                                 | 0,52       | 0,01  | 2     | en stagnation |               |  |  |  |
| Total Parti populaire                   | Total Parti populaire                                                      | 10 866 566                                              | 44,63      | 4,52  | 186   | 32            |               |  |  |  |
|                                         |                                                                            | Parti socialiste ouvrier espagnol (PSOE)                | 6 080 964  | 24,97 | 12,33 | 96            | 48            |  |  |  |
|                                         | Parti des socialistes de Catalogne (PSC)                                   | 922 547                                                 | 3,79       | 2,78  | 14    | 11            |               |  |  |  |
| Total Parti socialiste ouvrier espagnol | Total Parti socialiste ouvrier espagnol                                    | 7 003 511                                               | 28,76      | 15,11 | 110   | 59            |               |  |  |  |
|                                         |                                                                            | Izquierda Unida (IU)                                    | 1 274 927  | 5,24  | 2,67  | 7             | 6             |  |  |  |
|                                         | Initiative pour la Catalogne Verts - Gauche unie et alternative (ICV-EUiA) | 280 152                                                 | 1,15       | 0,44  | 3     | 2             |               |  |  |  |
|                                         | IU-Chunta Aragonesista (CHA)                                               | 74 944                                                  | 0,31       | 0,16  | 1     | 1             |               |  |  |  |
|                                         | IU-LV-Socialistes indépendants d'Estrémadure (SIEx)                        | 37 766                                                  | 0,16       | 0,08  | 0     | en stagnation |               |  |  |  |
|                                         | IU-Izquierda-Ezkerra (I-E)                                                 | 18 251                                                  | 0,07       | 0,03  | 0     | en stagnation |               |  |  |  |
| Total La Gauche plurielle               | Total La Gauche plurielle                                                  | 1 686 040                                               | 6,92       | 3,00  | 11    | 9             |               |  |  |  |
|                                         | Union, progrès et démocratie (UPyD)                                        | Union, progrès et démocratie (UPyD)                     | 1 143 225  | 4,70  | 3,51  | 5             | 4             |  |  |  |
|                                         |                                                                            | Convergence démocratique de Catalogne (CDC)             | 1 015 691  | 4,17  | 1,14  | 10            | 4             |  |  |  |
|                                         | Union démocratique de Catalogne (UDC)                                      | 6                                                       | 1 015 691  | 4,17  | 1,14  | 2             |               |  |  |  |
| Total Convergence et Union (CiU)        | Total Convergence et Union (CiU)                                           | 16                                                      | 1 015 691  | 4,17  | 1,14  | 6             |               |  |  |  |
|                                         | Amaiur                                                                     | Amaiur                                                  | 334 498    | 1,37  | 1,05  | 7             | 7             |  |  |  |
|                                         | Parti nationaliste basque (EAJ/PNV)                                        | Parti nationaliste basque (EAJ/PNV)                     | 324 317    | 1,33  | 0,14  | 5             | 1             |  |  |  |
|                                         | Gauche républicaine de Catalogne (ERC)                                     | Gauche républicaine de Catalogne (ERC)                  | 256 985    | 1,06  | 0,10  | 3             | en stagnation |  |  |  |
|                                         | Equo (eQuo)                                                                | Equo (eQuo)                                             | 216 748    | 0,89  | Nv.   | 0             | en stagnation |  |  |  |
|                                         | Bloc nationaliste galicien (BNG)                                           | Bloc nationaliste galicien (BNG)                        | 184 037    | 0,76  | 0,07  | 2             | en stagnation |  |  |  |
|                                         | Coalition canarienne-Nouvelles Canaries (CC-NC)                            | Coalition canarienne-Nouvelles Canaries (CC-NC)         | 143 881    | 0,59  | 0,24  | 2             | en stagnation |  |  |  |
|                                         | Coalition Compromís-Equo (Compromís–Q)                                     | Coalition Compromís-Equo (Compromís–Q)                  | 125 306    | 0,51  | 0,39  | 1             | 1             |  |  |  |
|                                         | Parti animaliste contre la maltraitance animale (PACMA)                    | Parti animaliste contre la maltraitance animale (PACMA) | 102 144    | 0,42  | 0,25  | 0             | en stagnation |  |  |  |
|                                         | Forum des Asturies (FAC)                                                   | Forum des Asturies (FAC)                                | 99 473     | 0,41  | Nv.   | 1             | 1             |  |  |  |
|                                         | Sièges en blanc (EB)                                                       | Sièges en blanc (EB)                                    | 97 673     | 0,40  | 0,38  | 0             | en stagnation |  |  |  |
|                                         | Partido Andalucista (PA)                                                   | Partido Andalucista (PA)                                | 76 999     | 0,32  | 0,05  | 0             | en stagnation |  |  |  |
|                                         | Plateforme pour la Catalogne (PxC)                                         | Plateforme pour la Catalogne (PxC)                      | 59 949     | 0,25  | Nv.   | 0             | en stagnation |  |  |  |
|                                         | Parti régionaliste de Cantabrie (PRC)                                      | Parti régionaliste de Cantabrie (PRC)                   | 44 010     | 0,18  | Nv.   | 0             | en stagnation |  |  |  |
|                                         | Geroa Bai (GBai)                                                           | Geroa Bai (GBai)                                        | 42 415     | 0,17  | 0,07  | 1             | en stagnation |  |  |  |
|                                         | Pour un monde plus juste (PUM+J)                                           | Pour un monde plus juste (PUM+J)                        | 27 210     | 0,11  | 0,02  | 0             | en stagnation |  |  |  |
|                                         | Parti communiste des peuples d'Espagne (PCPE)                              | Parti communiste des peuples d'Espagne (PCPE)           | 26 254     | 0,11  | 0,03  | 0             | en stagnation |  |  |  |
|                                         | 41 autres partis (moins de 0,10 % chacun)                                  | 41 autres partis (moins de 0,10 % chacun)               | 138 493    | 0,57  | -     | 0             | en stagnation |  |  |  |
|                                         | Vote blanc                                                                 | Vote blanc                                              | 333 461    | 1,37  | 0,26  |               |               |  |  |  |
|                                         |                                                                            |                                                         |            |       |       |               |               |  |  |  |
| Suffrages exprimés                      | Suffrages exprimés                                                         | Suffrages exprimés                                      | 24 348 886 | 98,71 |       |               |               |  |  |  |
| Votes blancs et invalides               | Votes blancs et invalides                                                  | Votes blancs et invalides                               | 317 555    | 1,29  |       |               |               |  |  |  |
| Total                                   | Total                                                                      | Total                                                   | 24 666 441 | 100   | -     | 350           | en stagnation |  |  |  |
| Abstentions                             | Abstentions                                                                | Abstentions                                             | 11 113 050 | 31,06 |       |               |               |  |  |  |
| Inscrits/Participation                  | Inscrits/Participation                                                     | Inscrits/Participation                                  | 35 779 491 | 68,94 |       |               |               |  |  |  |

### Sénat
|                                         |                                                     |                                                     |       |               |  |  |  |  |  |
| Parti                                   | Parti                                               | Parti                                               | Sénat | Sénat         |  |  |  |  |  |
| Parti                                   | Parti                                               | Parti                                               | Élus  | +/-           |  |  |  |  |  |
|                                         |                                                     | Parti populaire (PP)                                | 129   | 31            |  |  |  |  |  |
|                                         | Parti aragonais (PAR)                               | 3                                                   | 3     |               |  |  |  |  |  |
|                                         | Union du peuple navarrais (UPN)                     | 2                                                   | 1     |               |  |  |  |  |  |
|                                         | Centre canarien nationaliste (es) (CCN)             | 2                                                   | 2     |               |  |  |  |  |  |
| Total Parti populaire                   | Total Parti populaire                               | 136                                                 | 35    |               |  |  |  |  |  |
|                                         |                                                     | Parti socialiste ouvrier espagnol (PSOE)            | 48    | 39            |  |  |  |  |  |
|                                         | Parti des socialistes de Catalogne (PSC)            | 6                                                   | 2     |               |  |  |  |  |  |
| Total Parti socialiste ouvrier espagnol | Total Parti socialiste ouvrier espagnol             | 54                                                  | 41    |               |  |  |  |  |  |
|                                         |                                                     | Convergence démocratique de Catalogne (CDC)         | 7     | 3             |  |  |  |  |  |
|                                         | Union démocratique de Catalogne (UDC)               | 2                                                   | 2     |               |  |  |  |  |  |
| Total Convergence et Union (CiU)        | Total Convergence et Union (CiU)                    | 9                                                   | 5     |               |  |  |  |  |  |
|                                         | Parti nationaliste basque (EAJ-PNV)                 | Parti nationaliste basque (EAJ-PNV)                 | 4     | 2             |  |  |  |  |  |
|                                         |                                                     | Amaiur                                              | 2     | 2             |  |  |  |  |  |
|                                         | Eusko Alkartasuna (EA)                              | 1                                                   | 1     |               |  |  |  |  |  |
| Total Amaiur                            | Total Amaiur                                        | 3                                                   | 3     |               |  |  |  |  |  |
|                                         | Coalition canarienne-Nouvelles Canaries (CC-NC-PNC) | Coalition canarienne-Nouvelles Canaries (CC-NC-PNC) | 1     | en stagnation |  |  |  |  |  |
|                                         | Initiative pour la Catalogne Verts (ICV)            | Initiative pour la Catalogne Verts (ICV)            | 1     | en stagnation |  |  |  |  |  |
|                                         | Gauche républicaine de Catalogne (ERC)              | Gauche républicaine de Catalogne (ERC)              | 0     | 3             |  |  |  |  |  |
|                                         | Eivissa pel Canvi (es) (ExC)                        | Eivissa pel Canvi (es) (ExC)                        | 0     | 1             |  |  |  |  |  |
| Total (participation : 71,69 %)         | Total (participation : 71,69 %)                     | Total (participation : 71,69 %)                     | 208   | en stagnation |  |  |  |  |  |

### Analyse
Avec une participation en légère baisse, le PP de Mariano Rajoy retrouve le pouvoir, après sept ans et demi dans l'opposition. Cette victoire tient avant tout à la déroute du PSOE d'Alfredo Pérez Rubalcaba, qui réalise son plus mauvais score depuis 1982, tandis que le PP égale sa performance de 2000, lorsque José María Aznar avait remporté, lui aussi, la majorité absolue. La déroute socialiste est historique, la formation n'arrivant en tête que dans les provinces de Barcelone et Séville, alors qu'ils avaient réussi cette performance dans vingt-trois circonscriptions sur cinquante-deux, dont la totalité de la Catalogne, du Pays basque et sept des huit provinces d'Andalousie, à l'occasion des élections de 2008.
Elle profite non seulement au PP, mais également à IU, qui progresse de neuf députés, et UPyD, formation opposée aux nationalismes régionaux, qui en remporte quatre supplémentaires. Dans leur ensemble, les formations régionalistes et nationalistes progressent, plus significativement encore au Pays basque, ou la coalition Amaiur, issue du parti interdit Batasuna, dépasse l'EAJ/PNV avec 7 députés. Le Congrès issu de ces élections sera en effet le plus divers depuis 1977, pas moins de treize formations y faisant leur entrée, dont six en mesure de former un groupe parlementaire, tandis que le nombre total de députés obtenus par les deux grandes formations est en baisse sensible, passant de 323 à 296.
Si la déroute socialiste permet d'expliquer le triomphe conservateur, elle a surtout donné lieu à une large victoire des forces de droite. Le recul du PSOE n'a en effet été que partiellement compensé par la poussée d'IU. De ce fait, pour la première fois depuis 2000, les partis de droite sont majoritaires dans le pays, mais leur avance s'établit à 4 millions de voix sur la gauche, contre 1,7 million onze ans plus tôt. Cette large avancée conservatrice se retrouve d'ailleurs au niveau territorial, les formations classées à gauche ne s'imposant que dans quatre des cinquante villes les plus peuplées d'Espagne. Dans des communautés autonomes, comme la Communauté de Madrid ou l'Aragon, elles reculent de près de dix points par rapport à leurs scores de 2008.
Concernant l'évolution du rapport hommes/femmes au sein du nouveau Congrès des députés, celui-ci reste inchangé, avec 124 femmes pour 226 hommes, soit 36 % des sièges à pourvoir. Pour la deuxième fois depuis son adoption, la loi sur l'égalité (Ley de Igualdad), qui impose la présence d'au moins 40 % de femmes sur les listes électorales, n'aura donc pas permis de faire évoluer la différence en faveur d'une féminisation de l'assemblée. Avec 66 députées, soit une augmentation de 23 sièges sur 32 nouveaux élus, le PP détient le record de femmes élues, tandis que le Parti socialiste, ayant réussi à faire élire 42 candidates pour un total de 110 députés, aura la plus forte proportion féminine de l'assemblée, avec 38 % de son groupe parlementaire.

### Réactions et conséquences
Dès le 21 novembre, José Luis Rodríguez Zapatero annonce la convocation d'un congrès du PSOE au mois de février 2012, soit cinq mois avant le terme du délai statutaire, expliquant la défaite par la très mauvaise conjoncture économique. La veille, le président du parti, Manuel Chaves, l'avait appelé à conserver ses fonctions de secrétaire général d'ici à la tenue du congrès, tandis que Miguel Arias Cañete, président du comité électoral du PP, avait fait part de sa volonté de « passer outre les délais légaux » de formation du gouvernement.
Lors d'une intervention devant la presse, au lendemain de sa victoire, Mariano Rajoy annonce qu'il compte dialoguer avec toutes les forces politiques, à l'exception d'Amaiur, et que le prochain congrès national du PP sera convoqué, en Andalousie, à la fin de la deuxième semaine du mois de février 2012. Soraya Sáenz de Santamaría, porte-parole du groupe conservateur au Congrès, et Ramón Jáuregui, ministre de la Présidence, sont ensuite chargés de piloter la transition, que le président du gouvernement et son futur successeur veulent « exemplaire » selon María Dolores de Cospedal, secrétaire générale du PP.